# Frauenakademie München
Die Frauenakademie München e. V. (FAM) ist eine außeruniversitäre Forschungseinrichtung für Frauen- und Geschlechterfragen mit Sitz in München. Neben der Wissenschaft sind ihre weiteren Arbeitsgebiete die politische Bildung, die berufliche Beratung von und für Frauen und ihre regionale, nationale und internationale Vernetzung.

## Zweck und Ziele
Ziel des Vereins ist „die Gleichstellung und Chancengleichheit von Frauen und Männern in allen gesellschaftlichen Bereichen zu fördern und Frauen darin zu unterstützen, einen gleichberechtigten Platz in Wissenschaft, Wirtschaft, Politik und Öffentlichkeit einzunehmen.“
Der Verein hat drei Schwerpunkte. Der erste Schwerpunkt ist die Forschung. Hier führt er eigenständige, in der Regel praxisorientierte Studien und Forschungsprojekte durch. Ein weiterer und den ersten ergänzender Schwerpunkt ist die (politische) Bildung. Mit deren Hilfe werden das Wissen aus der Frauen- und Geschlechterforschung in die Öffentlichkeit getragen. Der Verein führt dazu öffentliche Veranstaltungen durch und gibt Veröffentlichungen heraus. Der dritte Schwerpunkt der FAM ist die berufliche Bildung mit Weiterbildungs-, Beratungs- und Qualifizierungsangeboten von und für Frauen.  Die FAM ist als gemeinnütziger Verein organisiert und in ein breites Netzwerk auf regionaler, nationaler und internationaler Ebene eingebunden.

## Geschichte

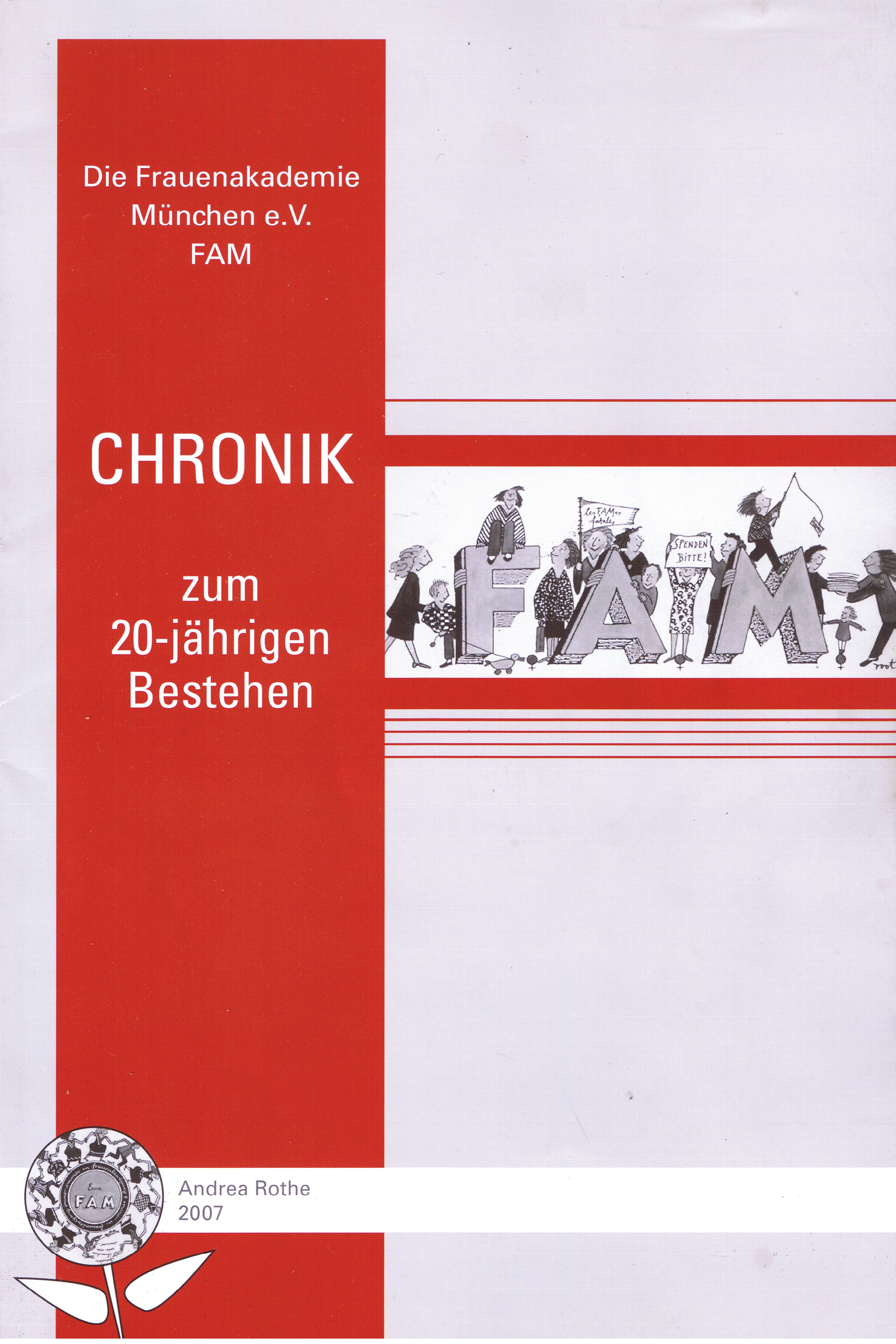
Festschrift zum 20. Jubiläum der Frauenakademie München e. V. 2004

In den 1980er Jahren war der Anteil der Professorinnen an den Universitäten und Hochschulen wesentlich geringer als heute – noch 1988/89 betrug ihre Teilhabe als Professorinnen sowohl in der BRD als auch in der DDR je fünf Prozent. Um diesem Missstand entgegenzutreten, gründeten zehn Frauen, die alle ein Studium der Sozial- oder Politikwissenschaften abgeschlossen hatten, am 26. Juli 1984 den "Förderverein zur Gründung der Frauenakademie in München", der heute "Verein zur Förderung der Frauenakademie München", kurz FAM heißt. In einem Akt der „Selbstermächtigung“ innerhalb des männlich beherrschten Wissenschaftsbetriebs wollten sie sich feministisch positionieren. In der geplanten Frauenakademie sollte "ein konkreter geographischer, psychischer und letztlich philosophischer Raum und Freiraum, eine Forschungseinrichtung entstehen, in der Frauen innovative und feministische Ideen entwickeln und Themen anders bearbeiten konnten als in den etablierten Kontexten." Gleichzeitig sollte die Frauenakademie als feministisches Wissenschaftszentrum die untereinander und mit externen Organisationen vernetzten Wissenschaftlerinnen unterstützen und befähigen, in Hochschulen und Universitäten vorzudringen, um sich und ihre Ideen dort in Forschung und Lehre zu etablieren.
Nachdem der Verein zur Förderung der Frauenakademie München spätestens seit 1986 de facto wie eine wissenschaftliche Institution arbeitete, setzten sich die Mitglieder des Fördervereins ab 1990 verstärkt für die Realisierung einer Frauenakademie ein. Im Januar 1992 genehmigte das Registergericht München die Umbenennung zur Frauenakademie München e. V. Seit 1996 fördert das Bayerische Staatsministerium für Wissenschaft, Forschung und Kunst die FAM mit einer Festbetragsfinanzierung. Seitdem erhöhte der Freistaat seine finanzielle Unterstützung mehrmals, für 2015 auf 115 000 Euro, wodurch das Gehalt der Geschäftsführerin und die Büromiete abgedeckt sind. Zusätzlich stehen etwa eine halbe Million Euro aus projektbezogenen Drittmitteln zur Verfügung.
Heute (Stand: Februar 2015) ist die FAM die einzige bayerische Einrichtung außerhalb einer Universität, an der zu den Themen Frauen und Gender geforscht wird.

## Schwerpunkte

### Wissenschaft
Schwerpunkt der wissenschaftlichen Forschung in der FAM bilden praxisorientierte Forschungsarbeiten zur gesellschaftlichen Situation von Frauen und Männern und den Formen und Mechanismen bestehender Ausgrenzungs- und Marginalisierungsprozesse.
Mit der Ausrichtung der mehrtägigen internationalen Tagung "Einmischung und Identität. Frauen und Frauenbewegung in Wissenschaft und Politik / Involvement and Identity. Women and the Women's Movement in Science and Politics" brachte die FAM sich und ihren feministischen Ansatz 1986 in die wissenschaftliche Diskussion ein.
Schwerpunkte in den späten 1980er und den 1990er Jahren waren die ungleichen Teilhabechancen von Frauen am Arbeitsmarkt. Die Studien fokussierten auf den Wissenschaftsbetrieb, aber es ging auch schon damals um die Folgen der Geringbeschäftigung von Frauen.
Als besondere Forschungsprojekte untersuchte die "Arbeitsgruppe Nationalsozialismus" ab 1988 die Rolle der Frau im Nationalsozialismus. Aus dieser AG ging 1990 die Veröffentlichung „Töchter-Fragen. NS-Frauen-Geschichte“ hervor.
Aus der "Arbeitsgruppe Methoden", die feministische Überlegungen zu sozialwissenschaftlichen Analyseinstrumenten anstellte, entstand 1994 die Veröffentlichung "Erfahrung mit Methode. Wege sozialwissenschaftlicher Frauenforschung" – heute ein wissenschaftliches Standardwerk.
Themen, die in der FAM kontinuierlich bearbeitet werden, sind "Frauen und Politik", "Frauen und Migration" sowie Frauen und Geschichte, im Rahmen dessen das "Netzwerk Frauen und Geschichte Bayern" und die Veröffentlichung „Die Neue Frauenbewegung in München 1968–1985“  entstanden.
Seit den 2000er Jahren wurde die Strategie „Gender Mainstreaming“ in die Studien und Forschungsprojekte der FAM aufgenommen, die mit dem Inkrafttreten des Amsterdamer Vertrags 1999 für alle EU-Staaten verpflichtend wurde.
Mitte bis Ende der 2000er Jahre führte der Verein praxisorientierte Studien zum Thema Gender Mainstreaming in der Jugendhilfe durch.  Diese waren die Basis für die Konzeption von Gender-Trainings für Jugendliche.
Ebenfalls seit Mitte der 2000er Jahre beschäftigt sich die FAM mit dem Thema Gender Budgeting als eine Weiterführung von Gender Mainstreaming auf die Budgetierung. Dazu führte die FAM beispielsweise von 2006 bis 2008 ein innovatives Forschungsprojekt zum Thema „Gender Budgeting als Instrument zur Verbesserung der Chancengleichheit von Frauen und Männern – am Beispiel der Hochschulen“ im Rahmen des 6. Rahmenforschungsprogramm der EU durch. Von 2011 bis 2013 folgte das praxisorientierte Forschungsprojekt "EQUISTU – Bessere Hochschulen durch gleichstellungspolitische Steuerung?" in Zusammenarbeit mit der TU Dortmund/Sozialforschungsstelle (sfs) und gefördert vom Bundesministerium für Bildung und Forschung und dem Europäischen Sozialfonds der Europäischen Union.

### Bildung
Der selbstgestellte Anspruch der FAM im Schwerpunkt „(Politische) Bildung“ ist der Transfer der Ergebnisse der Frauen- und Geschlechterforschung in eine gleichstellungspolitische Praxis. Methodisch findet dies in Form von nationalen und internationalen Konferenzen und Tagungen statt, durch Vorträge, Seminare und Symposien. Größere Veranstaltungen werden in schriftlicher Form online und in Print dokumentiert. Die FAM ist von der Bundeszentrale für politische Bildung als Bildungseinrichtung anerkannt.
Nach der mehrtägigen internationalen Tagung „Einmischung und Identität. Frauen und Frauenbewegung in Wissenschaft und Politik“ 1986 organisierte die FAM in Kooperation mit der Ludwig-Maximilians-Universität München 1987 die interdisziplinäre Vorlesungsreihe "Frauen und Wissenschaft. Veränderungen in Situation und Selbstverständnis der Frauen". 1988 richtete die FAM die bundesweite Konferenz "Frauenforschung und Frauen in der Forschung" in Bonn aus. Die FAM-Frauen diskutierten das Thema kontinuierlich, so etwa 1998 in der Podiumsdiskussion "Frauenforschung im Abseits? Zur Situation der Frauen- und Geschlechterforschung in Bayern" im Rahmen der in Ingolstadt veranstalteten Landesausstellung "Bayerns bessere Hälfte. Geschichte der Frauen in Bayern", die große Breitenwirkung erzielte.
Seit den 2000er Jahren ist ein Schwerpunkt im Bildungsbereich das Thema Europa unter der Fragestellung: „Was bringt Europa für Frauen?“. Die FAM richtete dazu internationale Tagungen aus, etwa „Grenzen überwinden – Der EU-Erweiterungsprozess und Visionen für Europa aus frauenpolitischer Sicht“ 2003 in Lichtenfels (Oberfranken).
Mit Ende der 2010er Jahre kam die internationale Politik in ihren Auswirkungen auf Frauen in den Fokus der politischen Bildung der FAM. Hierzu gab es etwa die "International Conference on Gender, Peace and Security – Internationale Tagung zu Gender, Frieden und Sicherheit". Die weltweiten Aufstände in muslimischen Staaten unter starker Beteiligung von Frauen führten zur internationalen Konferenz "Frau – Macht – Veränderung? Transformationsprozesse im Nahen und Mittleren Osten" in München.

### Beratung
Der Schwerpunkt "(berufliche) Beratung" entstand in der FAM schon Ende der 1980er Jahre. Hintergrund war, dass sich die FAM immer schon als „Schule der Einmischung“ versteht und den Anspruch hat, nicht nur einen eigenen Ort für feministische Forschung zu schaffen, sondern auch das etablierte Wissenschaftssystem zu verändern. Frauen sollten befähigt werden, dort einen Platz zu finden. Die Erfahrung der frühen FAM-Frauen zeigte, dass sich viele Frauen am Übergang vom Studium in den Beruf schwer tun. Sie an diesem Punkt zu unterstützen, war die wesentliche Triebfeder für den Auf- und Ausbau der beruflichen Beratung von und für Frauen. Ende der 1980er Jahre organisierten Vereinsfrauen Vorträge und Seminare für Akademikerinnen und gründeten 1989 die „Beratung zur Studien- und Berufsorientierung“.
1995 erhielt die FAM eine Finanzierung für die berufliche Beratung von und für Frauen und rief damit nach Hamburger Vorbild das sehr erfolgreiche Projekt Expertinnen-Beratungsnetz (EBN) ins Leben. Zunehmend entwickelte sich aus erfahrenen Akademikerinnen ein Stamm von Mentorinnen, die Frauen beruflich beraten und unterstützen. 2008 folgte dem EBN das Projekt „Zentrum für angewandte Kompetenz und Mentoring ZAK“.
Seit 2009 hat der Verein mit der Übernahme des Infopoints im Projektverbund "power_m" das Thema Wiedereinstieg gesondert aufgegriffen und bietet dort "individuelle Beratung, Qualifizierung und Begleitung für Frauen und Männer, die nach einer mehrjährigen Familienphase oder mindestens sechs Monaten Pflegezeit wieder in den Beruf einsteigen wollen".
Heute werden die Beratungsangebote von FAM jährlich von etwa 600 Frauen in Anspruch genommen; etwa 200 Frauen lassen sich von den 70 Mentorinnen individuell coachen. Workshops für die Begleitung bei einer Promotion werden von etwa 20 Doktorandinnen genutzt.

### Vernetzung
Die Akademie arbeitet mit zahlreichen staatlichen Institutionen, Nicht-Regierungs-Organisationen sowie der Wirtschaft  zusammen und beherbergt unterschiedliche Arbeitsgruppen zum fachlichen Austausch und zur gegenseitigen Unterstützung.

## Auszeichnungen
1986: Förderpreis für Frauenforschung und Frauenkultur der Stadt München